# Rågø Kalv
Rågø Kalv ist eine unbewohnte dänische Insel im Smålandsfarvandet (deutsch Smålandsfahrwasser) nördlich der Insel Lolland. Die Insel gehörte bis 2007 zur Ravnsborg Kommune damaligen Storstrøms Amt und seit der Kommunalreform zum 1. Januar 2007 zur Lolland Kommune in der Region Sjælland.
Sie liegt nordwestlich in unmittelbarer Nähe zur Insel Rågø sowie südwestlich der Insel Rågø Sand. Die Insel ist neben Rågø Sand ein wichtiges Brut- und Rückzugsgebiet für Vögel, wie etwa der Eiderente, der Mantelmöwe oder dem Austernfischer. Seit März 1999 ist Rågø Kalv Teil eines Wildreservats, das die Inseln Rågø Kalv, Rågø Sand und das Meeresgebiet nordwestlich von Rågø auf einer Fläche von 497 ha (davon sind 26 ha Landgebiet) umfasst.